# Sesarmoides
Sesarmoides is een geslacht van kreeftachtigen uit de klasse van de Malacostraca (hogere kreeftachtigen).

## Soorten
- Sesarmoides borneensis (Tweedie, 1950)
- Sesarmoides guamensis Ng, 2002
- Sesarmoides kraussi (de Man, 1887)
- Sesarmoides longipes (Krauss, 1843)